# Liceras
Liceras ist eine kleine nordspanische Gemeinde (municipio) mit 49 Einwohnern (Stand: 2024) im Westen der Provinz Soria in der Autonomen Region Kastilien-León. Die Gemeinde gehört zur bevölkerungsarmen Serranía Celtibérica. 

## Lage und Klima
Die Gemeinde Liceras liegt in ca. 1130 m knapp 80 km (Fahrtstrecke) westsüdwestlich von Soria. Das Klima ist gemäßigt bis warm; Regen (ca. 584 mm/Jahr) fällt überwiegend im Winterhalbjahr.

## Bevölkerungsentwicklung
| Jahr      | 1970 | 1981 | 1991 | 2001 | 2011 | 2021 |
| Einwohner | 137  | 95   | 74   | 62   | 58   | 47   |

## Sehenswürdigkeiten
- Kreuzkirche
- Marienkapelle

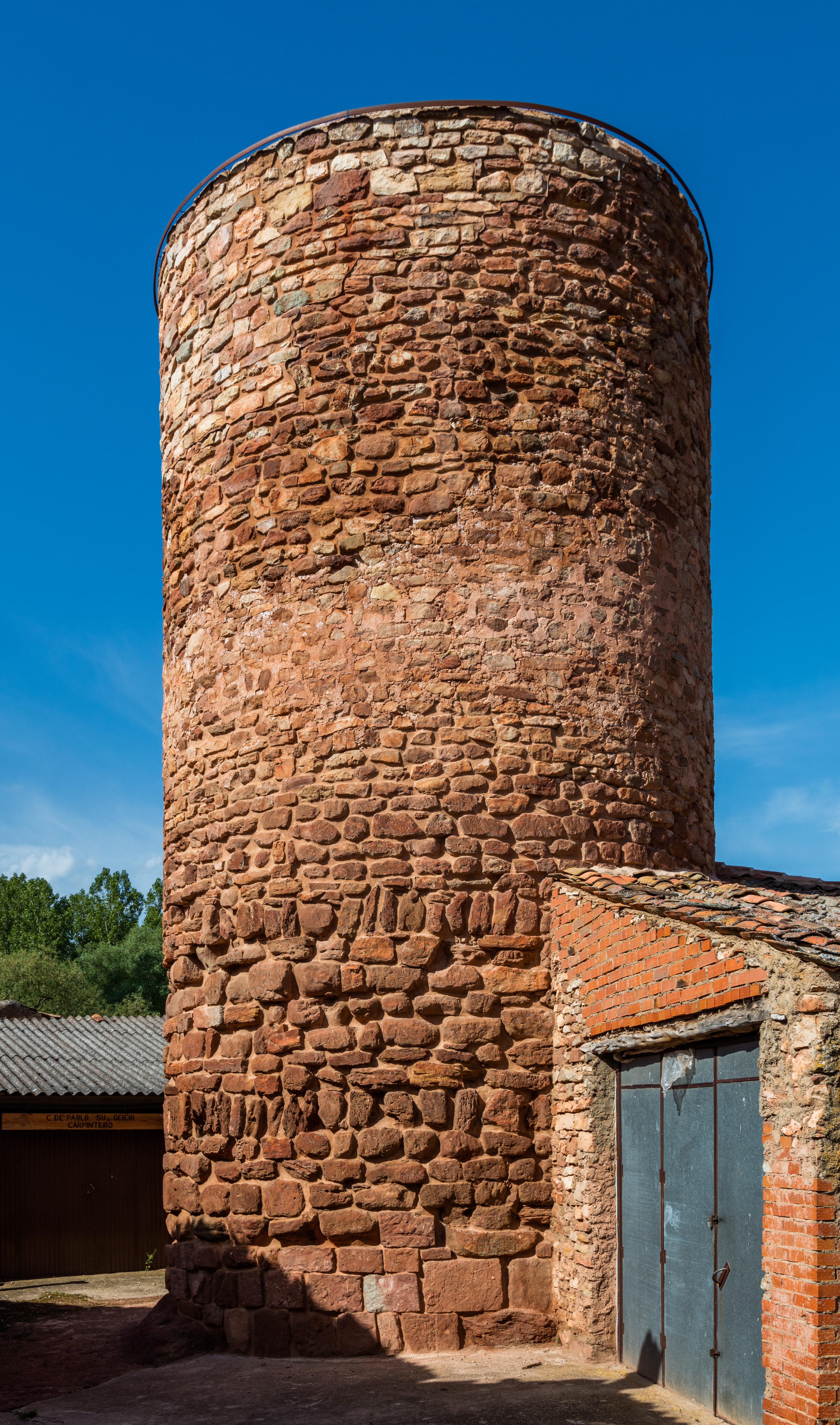
Alter Wachturm

- Alter Wachturm